# Cahit
Cahit ist ein türkischer männlicher Vorname arabischer Herkunft.

## Namensträger
- Cahit Aral (1927–2011), türkischer Politiker
- Cahit Arf (1910–1997), türkischer Mathematiker
- Burhan Cahit Doğançay (1929–2013), türkisch-amerikanischer Maler und Fotograf
- Cahit Eruz (1944–2015), türkischer Fußballspieler
- Cahit Karakaş (* 1928), türkischer Politiker
- M. Cahit Kıraç (* 1956), türkischer Politiker
- Cahit Sıtkı Tarancı (1910–1956), türkischer Dichter